# Riencourt
Riencourt település Franciaországban, Somme megyében. Lakosainak száma 183 fő (2022. január 1.). Riencourt Cavillon, Le Mesge, Molliens-Dreuil, Montagne-Fayel, Oissy és Quesnoy-sur-Airaines községekkel határos.

## Népesség
A település népessége az elmúlt években az alábbi módon változott:
| Lakosok száma | 194  | 183  | 184  | 178  | 176  | 175  | 178  | 180  | 183  |
|               | 2013 | 2015 | 2016 | 2017 | 2018 | 2019 | 2020 | 2021 | 2022 |